# Asunción Bernárdez Rodal
Asunción Bernárdez Rodal (Cangas de Morrazo, Pontevedra, 1961) Es Doctora en Periodismo, licenciada en Filología Hispánica, Catedrática en el Departamento de Periodismo y Nuevos Medios. Imparte docencia de Semiótica de los Medios de Masas, Teoría de la Información y Comunicación y Género en la Universidad Complutense de Madrid. Ha sido Directora del Instituto de Investigaciones Feministas de la misma universidad. Ha escrito libros no académicos como Lola filla de Cangas y obras de Teatro, entre las que destacan, Rosario de Acuña: ráfagas de huracán representada en el Centro Dramático Nacional.

## Trayectoria
Realizó su tesis doctoral en 1994, titulada El lector y la lectura como operaciones textuales teorías y estrategias para la comunicación obteniendo la calificación de apto cum laude por unanimidad. En esta tesis realizó una revisión crítica de las teorías textuales  que se han ocupado del problema de la interpretación y de la concesión del sentido textual.
Combina la docencia y la investigación  en torno a los análisis de los discursos de género tanto textuales como audiovisuales.  En especial ha desarrollado una línea de investigación sobre la violencia representada en las cinco películas más taquilleras producidas en España entre los años 1998 y  2002,  que culminó con la publicación del libro Violencia de género en el cine español: análisis de los años 1998-2002 y guía didáctica. Ha desarrollado otras líneas de trabajo sobre textos literarios y la experiencia creativa de las mujeres, recogidos en los libros Escritoras y periodistas en Madrid,  Perdidas en el espacio, El humor y la risa , y ha publicado más de cincuenta artículos especializados en género y comunicación.

### Docente
Cuando empezó a impartir la asignatura de Comunicación y Género, en el Grado de Periodismo de la Facultad de Ciencias de la Información de la Universidad Complutense de Madrid, se encontró durante varios cursos con un desconocimiento generalizado en esta materia por parte del alumnado; y con prejuicios sobre las palabras y conceptos como feminismo e igualdad. Bernárdez escribió su libro Mujeres en medio(s): Propuestas para analizar la comunicación masiva con perspectiva de género para enseñar en contenidos informativos, audiovisuales y publicitarios, a dilucidar cómo se construye lo masculino y lo femenino como entidades opuestas. Esta obra se ha considerado un referente fundamental en los estudios de género en comunicación masiva.

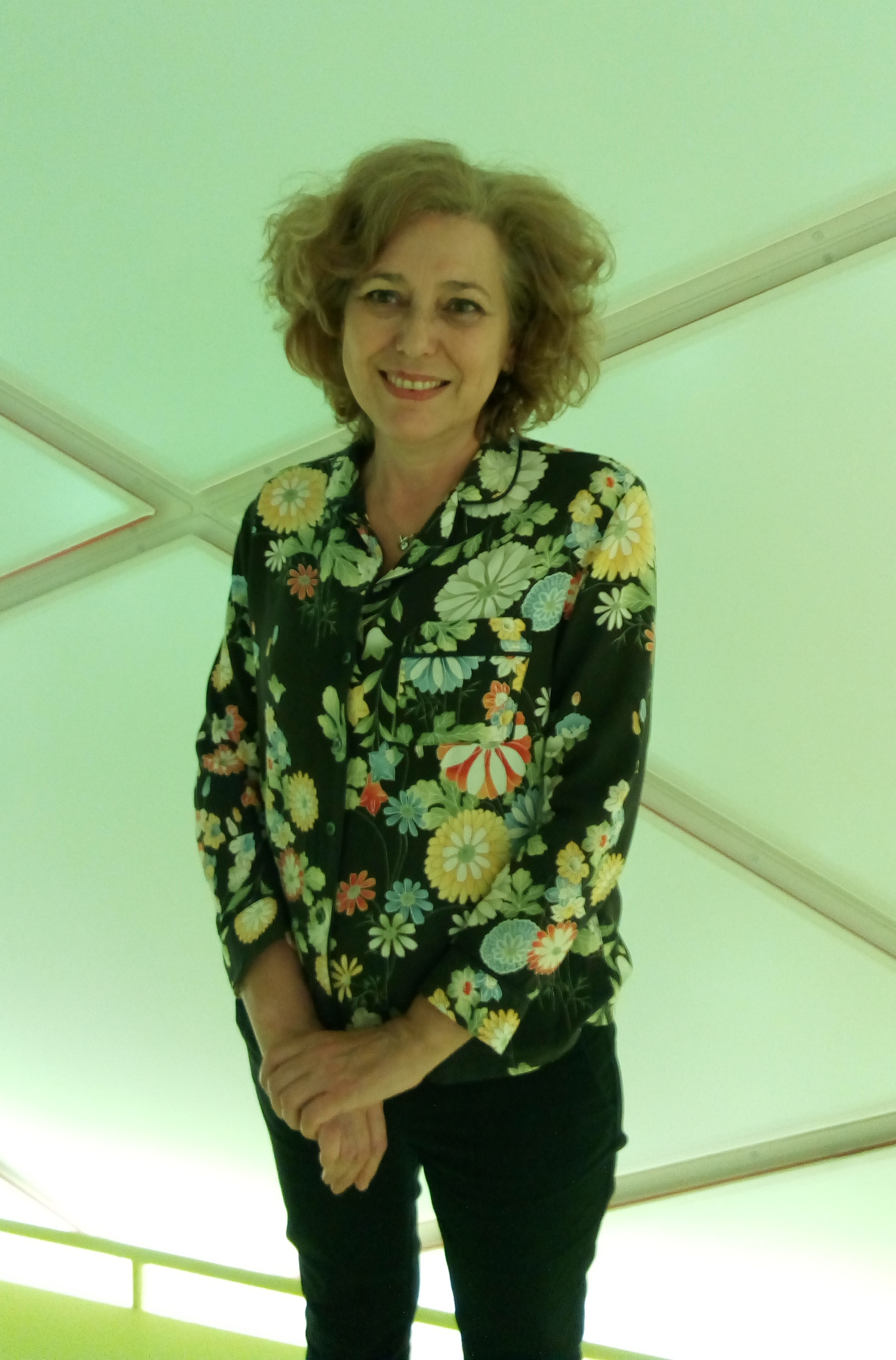
Asunción Bernárdez en Medialab Prado (Madrid). 2019

### Investigadora
Está considerada una de las principales investigadoras sobre género y comunicación en España
Realizó un gran número de trabajos de investigación internacional relacionados con el análisis de los discursos de género, tanto textuales como audiovisuales. Un ejemplo fue la publicación del libro en 2015 Mujeres en medio(s): Propuestas para analizar la comunicación masiva  con perspectiva de género 
En 2016  participó en el III Congreso Internacional sobre género y comunicación organizado por la Universidad de Sevilla, con la conferencia titulada  Mujeres en medio(s): propuestas para analizar la comunicación masiva con perspectiva de género.
Asimismo, ha formado parte de la comisión de expertas y expertos para la violencia de  género en los medios de comunicación del Ministerio de Igualdad.
Dirige el Proyecto de Investigación I+D, concedido en el marco del Programa Estatal de Fomento de la Investigación Científica y Técnica de la Excelencia titulado: Produsage cultural en las redes sociales: industria, consumo popular alfabetización audiovisual de la juventud española con perspectiva de género (Vigencia: 2018-2022)
En su análisis de la película Lo imposible, estudia el personaje de María Bennett, más conocida como la madre de lo imposible, constatando que ese perfil de mater dolorosa es el que más abunda en la pantalla y destaca que “Las mujeres siempre son heroínas porque se sacrifican por los demás, porque saben aguantar el sufrimiento, pero es mucho más extraño encontrar en la tradición representaciones de mujeres que luchan con las mismas armas masculinas”.
Al publicar en 2018 Soft Powerː Heroínas y muñecas hizo un análisis sobre la representación de la heroicidad femenina en los medios de comunicación. Bernárdez habla del poder que tienen los medios de comunicación para intervenir en la formación de la ideología y para ello tomó prestado un concepto de la teoría política, ampliamente utilizada por la crítica cultural: soft power. Como explica en su libro, este término significa poder blando y fue inventado por el teórico Joseph Nye, quien lo acuñó en los años noventa para explicar cómo los medios culturales e ideológicos pueden ponerse al servicio de los Estados. Soft power se opone a hard power -los poderes duros-, como pueden ser el poder económico o las estructuras coercitivas del Estado. Su objetivo de análisis se centra en cómo las producciones principales, mayormente creadas en Estados Unidos, construyen los modelos de mujeres que más han gustado al público en las últimas décadas del siglo XXː las nuevas heroínas y las nuevas muñecas. Su recorrido explora las mujeres ciborg, las muñecas Barbie, los cuerpos de las mujeres en la publicidad, las batallas simbólicas en las industrias culturales, las mujeres en la información deportiva actual y las heroínas utópicas y distópicas, como Wonder Woman, Los Juegos del Hambre o Outlander, realizando una crítica feminista sobre las nuevas formas de representación de las mujeres que se proponen desde los medios de comunicación.
También ha escrito  varias obras teatro. En 2001 publicó con el dramaturgo Ernesto Caballero de las Heras una reelaboración de La vida es sueño, titulada En una encantada torre. 
En el año 2018 publicó su obra Rosario de Acuña. Ráfagas de Huracán que se estrenó ese mismo año en el mes de octubre, en el Centro Dramático Nacional, inspirada en la figura de la librepensadora Rosario de Acuña.
Asunción Bernárdez, siempre ha insistido en la imprescindible aplicación de las leyes existentes para alcanzar la igualdad y la importancia de la educación en igualdad y ha reflexionaba sobre el modo de alcanzar la igualdad de género en los cargos docentes de la universidad. Aún reconociendo los avances conseguidos con relación a la visibilización de cada vez más mujeres, lamentaba que hasta que se logre realmente la igualdad esas referentes no calarán del todo.

## Obra[16]

### Libros
- Ecoficciones, cine para sentipensar la crisis climática. 2023.
- Misoginia online: La cultura de la manosfera en el contexto español. Tirant lo Blanch. 2023.
- Lola, filla de Cangas. ISBN 9788409224166. Año de edición: 2020. Idioma: Gallego.
- Deshaciendo nudos en el Social Media. Tirant lo Blanch. 2021.
- Desafíos feministas. Tirant lo Blanch. 2020.
- Soft Powerː Heroínas y muñecas. Editorial Fundamentos. 2018.
- La maternidad contemporánea entre la catástrofe y el sacrificio. Un análisis de "Lo imposible". N. 23 Asunción Bernardez-Rodal, Ignacio Moreno-Segarra. L’ Atalante. Vol. 23, enero-junio de 2017. ISSN 1885-3730 (print edition), 2340-6992 (digital edition)
- Mujeres en medio(s): Propuestas para analizar la comunicación masiva  con perspectiva de género. Editorial Fundamentos. 2015.
- Violencia  de género y sociedad: una cuestión de poder
- Escritoras y periodistas en Madrid. Ayuntamiento de Madrid
- Perdidas en el espacio. Editorial Huerga & Fierro
- El humor y la risa. Fundación Autor
- Violencia de género en el cine español: análisis de los años 1998-2002 y guía didáctica. Editorial Complutense. 2008
- Don Quijote, el lector por excelenciaː lectores y lectura como estrategias de comunicación. Huerga y Fierro Editores. 2000.

### Obras de Teatro
- Balas y libros. Brujas en la Hoguera, en la Editorial Sial-Pigmalión. 2023.
- Rosario de Acuña, Ráfagas de Huracán, publicada en la Editorial del Centro Dramático Nacional. 2019.

### Selección de artículos
- Sofía Casanova en la I Guerra Mundial: una reportera en busca de la paz de la guerra. Revista Historia y Comunicación Social. Vol. 18 (pp 207-221). 2013.
- Transparencia de la vejez y sociedad del espectáculo: pensar a partir de Simone de Beauvoir. Revista Investigaciones Feministas. Vol. 0 (pp 29-46). 2009.
- De la violencia institucional a la violencia de género: últimas representaciones cinematográficas de la Guerra Civil en el cine español contemporáneo. Revista Canadiense de estudios hispánicos. Vol. 34, n.º 1. 2009
- Pintando la lecturaː mujeres, libros y representación en el siglo de Oro. Revista Edad de Oro, n.º XXVI (pp. 67-89). 2007
- Las mujeres lectoras en el "Quijote", dentro de la obra colectiva El Quijote en clave de mujer/er, coordinada por Fanny Rubio. Editorial Complutense. 2005.